# 大塊頭
大塊頭（英語：The Big Piece）是從鐵達尼號殘骸中打撈出來的一大塊右舷船體結構。該碎片於1998年被打撈出水，是目前打撈出的鐵達尼號殘骸中最大的一部分，重量達15短噸（約14,000公斤）。目前，此碎片展示於美國拉斯維加斯盧克索酒店的「鐵達尼號：文物展覽」（Titanic: The Artifact Exhibition）中。

## 歷史

### 打撈過程
該碎片最早於1994年被發現，1998年由「鐵達尼號公司」（RMS Titanic, Inc.）正式打撈，該公司由喬治·圖洛克（George Tulloch）與保羅-亨利·纳尔若莱領導。當時選擇將這塊船體打撈上岸，是為了作為日後展覽的核心展品，讓參觀者能夠「沉浸於鐵達尼號的歷史之中」。
早在1996年的一次打撈行動中，團隊使用鸚鵡螺潛水器綁上浮力袋，打算透過釋放方式將船體升至海面。該船體在上浮過程中歷時約兩小時，期間有兩艘郵輪駛近現場，讓乘客觀賞這一歷史性時刻。然而，在物件浮出水面前，加拿大船隻MV 吉姆·基拉布克號（V Jim Kilabuk」）達，原本預計將其運送至哈利法克斯，但由於該船並未配備適用的起重設備，再加上颶風愛德華所帶來的風暴，導致碎片再次沉入海中。
最終在1998年8月，打撈船「Abeille Supporter」成功將船體碎片吊起並安置於甲板上。當時該碎片重量達20短噸（約18,000公斤）。

### 保存與修復

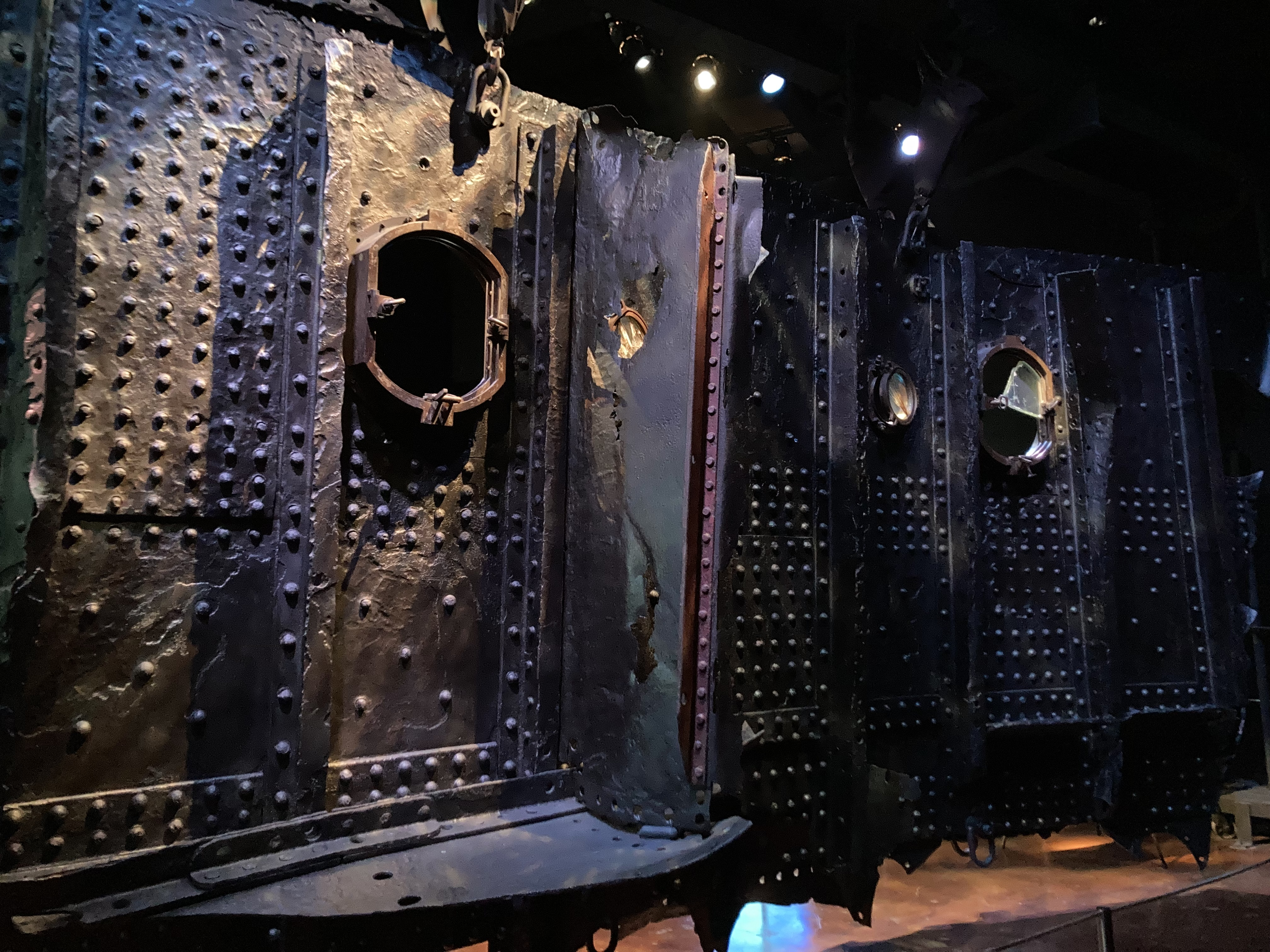
大塊頭後側。

船體碎片最終被運至波士頓進行儲存與處理，並因運輸與展覽的尺寸限制而被分割為兩部分。第二塊碎片體積不大，只是一塊延伸部分。初期未經清潔的情況下，該碎片覆滿鐵鏽菌（rusticles），但許多青銅構件如窗框等仍可正常操作，部分區域亦可見原始油漆殘留。
保存修復工作由法國的 LP3 Conservation 與美國的EverGreene Architectural Arts主導。處理過程中，首先以「犧牲陽極」法進行脫鹽，並將碎片浸泡在碳酸钠溶液中長達18個月。在此期間，該碎片曾移展至波士頓、聖保羅與紐約等地。腐蝕部分與鐵鏽菌經由3,000磅壓力的水柱清除，隨後以丙烷噴槍烘乾，並手工清理殘留物。為抑制鐵鏽再生，修復團隊以5%單寧酸溶液處理後，再施加熱蠟保護。
修復完成後，該碎片曾在舊金山美特隆購物中心展出。自2008年起，大塊頭成為拉斯維加斯盧克索酒店「鐵達尼號：文物展覽」的永久展品之一。截至2023年，參觀人數已達2,200萬人次。
另一塊分割出來的碎片事後被稱為「小塊頭（The Little Piece）」，並展示於佛羅里達州奧蘭多的同類型展覽中。